# Червоний Марс
«Червоний Марс» (англ. «Red Mars») — науково-фантастичний роман Кіма Робінсона. Перший том «Марсіанської трилогії».

## Сюжет
Події роману розгортаються у 2026 році на борту багатонаціонального міжпланетного корабля «Арес» на якому зібралася «перша сотня» колонізаторів Марса. Перші проблеми виникають вже у дорозі до нового дому. Різні люди, різні культури, різне бачення майбутнього планети і безліч інших протиріч, які необхідно вирішити для власного добробуту і для добробуту всього людства.